# Англосаксонско право
Англосаксонско право, такође познато као и англоамеричко право, опште право (енгл. common law) или прецедентно право, је правни систем који преовлађује у већини енглескоговорећих држава. Опште право је засновано не само на законима, већ и на ауторитативним пресудама изреченим у прошлости - такозваним преседанима - (судска пракса), као и на судском тумачењу. У том смислу она представља контраст у поређењу са континенталним правом које се заснива на законима кодификованим од стране одговарајућих законодаваца и у којима судство има подређену, али исто тако независну улогу.
Развој права у општем праву заснован је првенствено на методолошком принципу аналогије између конкретних појединачних случајева, док у континенталном систему право је већином узакоњено у самим законима на апстрактном нивоу. Тако да при решавању правног проблема у континенталном правном систему доћи ће до интерпретације апстрактних правних норми, у ангосаксонском правном систему ће се тражити старији проблеми слични оном датом. Карактеристика „обичајног права” је да настаје преседан. У случајевима када се странке не слажу око тога какав је закон, суд уобичајеног права осврће се на претходне одлуке релевантних судова и сједињује принципе тих прошлих случајева примењивих на тренутне чињенице. Ако је сличан спор решен у прошлости, суд је обично дужан да следи образложење коришћено у претходној одлуци. Ако, међутим, суд утврди да је тренутни спор другачији од претходних случајева, судије имају овлашћење и дужност да реше питање спора. Суд се изјашњава разлозима за одлуку, а ти разлози се скупљају са прошлим одлукама као преседаном да обавежу будуће судије и парничне странке.
Обичајно право је настало у пракси судова енглеских краљева након Норманског освајања 1066. године. Британско царство је касније проширило енглески правни систем на своје колоније, од којих су многе задржале систем обичајног права и данас.

## Дефиниције

### Поређење обичајног права са статутарним и регулаторним правом
Дефиниција „обичајног права” дата у Black‘s Law Dictionary, 10. издање, 2014, гласи „ Збир закона изведен из судских одлука, а не из статута или устава ”. Ова употреба дата је као дефиниција у модерним правним речницима и окарактерисана је као „најчешћа” употреба међу правницима и често се примећује у одлукама судова. У овој конотацији „обичајно право” разликује власт која је донела закон. На пример, закон у већини англоамеричких јурисдикција укључује „статутарно право” који доноси законодавац „регулаторни право” ( у САД) или „делегирана легислатива” ( у Великој Британији) који доносе агенције извршне власти на основу преноса правила - доношење овлашћења од законодавца и обичајног права или „судска пракса”, то јест одлука донетих од стране судова ( или квазисудских судова у агенцијама ). Ова конотација може се даље посматрати на два начина:
- опште обичајно право засновано на традиционалном и инхерентном ауторитету судова да би се дефинисало шта је закон, чак и у одсуству основног закона или прописа.
- 2. интерстицијалне судске одлуке које анализирају, тумаче и одређују границе и разлике у закону која су прогласила друга тела

Објављивање одлука и индексирање је од суштинске важности за развој обичајног права, па стога владе и приватни издавачи објављују правне извештаје.

## Пресуда обичајног права
У јурисдикцији обичајног права потребно је неколико фаза истраживања и анализа како би се утврдило „ шта је закон” у датој ситуацији. Прво, морају се утврдити чињенице, затим, требају се пронаћи сви релевантни статути и случајеви. Тада се морају извући принципи аналогије и изјаве различитих судова о ономе што они сматрају важним да би се утврдило како ће следећи суд вероватно пресуђивати о чињеницама овог случаја. Касније одлуке и одлуке виших судова или законодавних тела имају већу тежину него ранији случајеви и они нижих судова.

## Објављивање одлука
Сви правни системи се ослањају на писану објаву права тако да буде доступно свима. Како је новијим државама је било потребно право, они су често тражили од Massachusetts reports-a ауторитативне преседане као основу за сопствено обичајно право. Савезни судови Сједињених Држава ослањали су се на приватне издаваче све до грађанског рата, а објављивање као владина функција започела је тек 1874. године. West Publishing in Minnesota је највећи издавач правних извештаја у приватном сектору у Сједињеним Државама. Државни издавачи обично доносе само одлуке „у сировом облику”, док издавачи у приватном сектору често додају индексирање, укључујући референце на кључне принципе уобичајеног закона, уређивачку анализу и слична помагала у проналажењу.

## Интеракција уставног, статутарног и обичајног права
У јурисдикцијама обичајног права ( у смислу који је супротан „грађанском праву” ), законодавна тела делују под претпоставком да ће се закони тумачити у позадини постојећег обичајног права. На пример, у већини америчких држава кривични закони су првенствено кодификација постојећег обичајног права ( Кодификација је поступак доношења статута који прикупља и преправља постојеће законе у једном документу - када је то постојеће право обичајно право, обичајно право остаје релевантно за тумачење ових статута ). Ослањајући се на ову претпоставку, савремени статути често остављају бројне појмове и фине разлике ненаведене - на пример, статут може бити врло кратак, остављајући прецизну дефиницију појмова ненаведеним.
Супротно законској кодификацији обичајног права неки закони истискују обичајно право, на пример, да би се створио нови узрок радње који није постојао у обичајном праву, или да би се законодавством надјачало обичајно право.
Едвард Коке, судија и члан парламента из 17. века написао је неколико правних текстова који су сакупљали и интегрисали векове судске праксе. Адвокати и у Енглеској и у Америци су право учили из његових извештаја до краја 18. века. Његова дела и даље цитирају судови обичајног права широм света.
Следећа историјска расправа о обичајном праву је „Коментари о законима Енглеске” коју је написао Сер Вилијам Блекстон и први пут су објавио у периоду од 1765 - 1769 године. Од 1979. издање тог првог издања је било доступно у четири свезана папира.

## Порекло
Обичајно право - названо тако јер је било „заједничко” за све краљеве дворове широм Енглеске — настало је је у пракси судова енглеских краљева вековима који следе након Норманског освајања Енглеске 1066. године. Разни појединачни судови постојали су широм земље: урбане четврти и трговачки сајмови држали су своје судове као и Универзитети у Оксфорду и Кембриџу, а велики земљопоседници такође су имали своје властелинске судове по потреби. Поред тога, Католичка црква је водила сопствени судски систем који је пресуђивао о питањима канонског права.
Главни извори за историју обичајног права у средњем веку су спискови и годишњаци. Записи изјашњавања о кривици, који су били званично судски списи за судове за заједничко изјашњавање, написани су на латинском. Тренутно се налазе у Националном архиву Уједињеног Краљевства.
1154. године Хенри 2 је постао први краљ Плантагенета. Међу многим достигнућима, Хенри је институционализовао обичајно право стварањем јединственог система права „заједничког” земљи кроз укључивање и уздизање локалних обичаја до националног, укидање локалне контроле и јединствености, укидање произвољних правних лекова и поново успостављање система пороте - грађани су положили заклетву да ће истражити поузданост кривичних оптужби и грађанске захтеве. Порота је доносила пресуду оценом заједничког локалног знања, не нужно извођењем доказа, што је фактор који се разликује од данашњег система грађанског и кривичног судског система
У то време, краљевска влада била је усредсређена на Curia Regis. Хенри 2 је развио праксу слања судија ( којих је било од 20 до 30 током 1180 - их ) из своје Curia Regis да саслушају разне спорове широм земље и да се потом врате на суд. Временом се развило правило познато као преседан према којем би судија био дужан да следи одлуку ранијег судије; од њега се захтевало да усвоји тумачење закона ранијег судије и да примени иста начела која је прогласио тај ранији судија ако су та два случаја имала сличне чињенице. Једном када су судије почеле сматрати међусобне одлуке обавезујућим преседаном, преднормански систем локалних обичаја и закона која се разликују у сваком месту замењен је системом који је ( барем у теорији, мада не увек у пракси ) био заједнички за целу земљу, па отуда и назив обичајно право.
Главна алтернатива систему обичајног права је систем грађанског права који се користи у континенталној Европи и већини држава Централне и Јужне Америке.

## Јурисдикција широм света
Обичајно право чини основу правног система: Аустралија (и савезне појединачне државе), Бангладеш,  Белизе, Брунеј, Канада (и федералне и појединачне провинције (осим Квебека)), Карипским јурисдикцијама, Гана, Хонг Конг, Индија, Ирска, Израел, Кенија, Нигерија, Малезија, Мјанмар, Нови Зеланд, Пакистан, Филипини, Сингапур, Јужна Африка, Велика Британија (Енглеска, Велс, Северна Ирска), Сједињене Америчке Државе (и савезни системи поједине државе ( са делимичним изузетком Луизијане)).
И многе друге генерално енглеског говорног подручја или земље Комонвелта ( осим Шкотске, која је дводелна, и Малте ). У суштини, свака земља коју је Велика Британија колонизовала у неко доба користи обичајно право, осим оних које су раније колонизоване од стране других или друге државе, као што је Квебек ( који делимично следи грађански закон Француске ), Јужна Африка и Шри Ланка ( које следе римско холандско право) где је задржан претходни систем грађанског права који је поштовао грађанска права локалних колониста. Гвајана и Света Луција мешају системе општег права и грађанског права.